# Nationaal Songfestival 2004
Het Nationaal Songfestival in 2004 werd georganiseerd door de TROS en bestond uit vier voorrondes, één herkansingsronde en een finale op 22 maart. Alle uitzendingen vonden plaats vanuit het Pepsi Stage Theater in Amsterdam, en werden gepresenteerd door Nance en Humberto Tan.
In totaal deden 24 liedjes en evenveel artiesten of groepen mee aan de voorrondes, waaronder enkele bekende namen als Judith Jobse, Charly Luske, Bas Nibbelke en Joël de Tombe (bekend van Idols), Manuëla Kemp en Mai Tai.
De winnaars van zowel voorrondes als de finale werden bepaald door middel van televoting en door een vakjury, bestaande uit Daniël Lohues (van de groep Skik), Ruth Jacott, Cor Bakker, Cornald Maas en Rob Stenders. De 10 uiteindelijke finalisten met hun liedjes waren:
| Startvolgorde | Lied                           | Artiest                   | Jury | Televote | Totaal | Plaats |
| ------------- | ------------------------------ | ------------------------- | ---- | -------- | ------ | ------ |
| 1             | "Show me the love"             | Cherwin                   | 8    | 5        | 13     | 10     |
| 2             | "Love me"                      | Judith Jobse              | 41   | 38       | 79     | 3      |
| 3             | "She'll take your breath away" | Charly Luske              | 25   | 34       | 59     | 4      |
| 4             | " Alright"                     | Babette Labeij            | 14   | 4        | 18     | 9      |
| 5             | "For you and me"               | Yellow Pearl              | 23   | 8        | 31     | 7      |
| 6             | "Celeste"                      | Bas & Joel ft. Voice Male | 11   | 46       | 57     | 5      |
| 7             | "On a wing and a prayer"       | Adriana Romeijn           | 19   | 7        | 26     | 8      |
| 8             | "Without you"                  | Re-union                  | 60   | 48       | 108    | 1      |
| 9             | "Mississippi Miss"             | Suzy & the Hi-Rollers     | 25   | 12       | 37     | 6      |
| 10            | "Heart of stone"               | Anja Wessels              | 29   | 53       | 82     | 2      |

Anja Wessels won de televoting met een kleine marge van Reunion, maar omdat de vakjury deze al het maximumaantal punten had gegeven, won het duo Re-union de eer om Nederland te vertegenwoordigen op het 49e Eurovisiesongfestival in Istanboel, Turkije. Re-union bestaat uit de zangers Paul en Fabrizio. Hun nummer werd gecomponeerd door Ed van Otterdijk. De tekst was van zijn echtgenote Angeline van Otterdijk.
In Istanbul kwam Re-union in de finale van het festival, maar werd daar 20e van de 24 deelnemers.
1956 · 1957 · 1958 · 1959 · 1960 · 1961 · 1962 · 1963 · 1964 · 1965 · 1966 · 1967 · 1968 · 1969 · 1970 · 1971 · 1972 · 1973 · 1974 · 1975 · 1976 · 1977 · 1978 · 1979 · 1980 · 1981 · 1982 · 1983 · 1984 · 1986 · 1987 · 1988 · 1989 · 1990 · 1992 · 1993 · 1994 · 1996 · 1997 · 1998 · 1999 · 2000 · 2001 · 2003 · 2004 · 2005 · 2006 · 2007 · 2008 · 2009 · 2010 · 2011 · 2012